# Musée national de la campagne de l'Agro Romano pour la libération de Rome
Le musée national de la campagne de l'Agro Romano pour la libération de Rome (en italien : Museo nazionale della campagna dell'Agro Romano per la liberazione di Roma) est un musée de Mentana, commune faisant partie de la ville métropolitaine de Rome Capitale en Italie, situé 2/4 via della Rocca.
Il est consacré à la bataille de Mentana, au Risorgimento et aux affrontements du 3 novembre 1867 entre les troupes de l'armée impériale française, celles des États pontificaux et les partisans de Giuseppe Garibaldi, lors de la campagne de l'Agro Romano pour la libération de Rome.

## Source de la traduction
- (it) Cet article est partiellement ou en totalité issu de l’article de Wikipédia en italien intitulé « Museo nazionale della campagna dell'Agro Romano per la liberazione di Roma » (voir la liste des auteurs).